# 武双山正士
武双山 正士（むそうやま まさし、1972年2月14日 - ）は、茨城県水戸市出身（出生地は勝田市、現在のひたちなか市）で武蔵川部屋に所属した元大相撲力士。本名は尾曽 武人（おそ たけひと）。最高位は東大関。身長184 cm、体重177kg。現在は年寄・藤島、得意手は突き、押し、突き落とし、巻き落とし、左四つ。趣味は釣り。独身。

## 来歴

### アマチュア時代
父親の尾曽正人（以下、父と表記）は茨城県相撲連盟理事長というアマチュア相撲の大御所でありアマチュア選手として国体に11回出場した経験も持っている。息子である尾曽武人（以下、角界入りまで尾曽と表記）が後に冠した四股名「武双山正士」の下の名前の由来は父の名前にある。尾曽は元々相撲ではなく魚釣りやソフトボールを好んでいた。小学4年生の時に父に「相撲を教えてほしい」と頼んだ際は熱意の程を確かめたいと思った父から「腕立て伏せ30回毎日やり通したら教えてやる」と条件を出され、1か月やり通した尾曽は指導を受けることを許された。そうして父が指導の手腕を振るう「水戸尾曽相撲道場」においてその薫陶を受ける生活が始まり、まず自宅の庭には15尺土俵が、その側に檜製の鉄砲柱が用意された。稽古を始めてからほどなく、県内のわんぱく相撲大会に出場した尾曽はきわどい判定の末に1回戦で敗退してしまう。納得できなかった尾曽は自分の勝ちであるはずと不服を漏らしたが、父は毅然と「勝ったようにも見える。でも、誰が見ても勝っているというような相撲をとらなきゃダメなんだ」と一喝し、そこから稽古が本格化した。
小学校4年生の頃の尾曽は身長143cmで37kgと他の子供と比べても小さくあぐらもかけないほど柔軟性に欠けていたという弱点を持っており、それ故人一倍の稽古が求められた。具体的に、柔軟体操から始まり、腕立て伏せ、四股踏み、バスケットボールの中にコンクリートを詰め込んだ特製のボールを抱え200回の屈伸運動、すり足で200m、そして四股を踏んだ体制でのうさぎ跳び。夕方4時半からは実際に廻しをつけ、土俵に上がっての稽古を行い、仕上げに自宅にタイヤを積み重ねた重さ100kgの「ぶちかましマシーン」を6m動かす稽古を30往復課された。朝稽古が終わった後の6時半には例として牛乳2本、野菜ジュース、チーズ4個、目玉焼き2個、ステーキ2枚、焼き魚たっぷり、生野菜とおひたしをボウルで山盛り、ご飯2膳という大人2人分の食事を父親が作って用意し、食べきらなければ学校に行くことは許されなかった。昼食としても父が腕を振るって用意した二段重ねの特大弁当を持たされ、そればかりかカルシウム補充の目的でポケットには煮干しもねじこまれた。こうした相撲漬けの生活から相撲版「巨人の星」と呼ばれたが、5つ上の姉は「やっていることは、虐待と変わらない」と父の徹底指導を腹に据えかねて猛抗議したことがあり、当の父も「できることなら投げ出してほしい」と内心で願っていたというが、その中でも尾曽は決して投げ出さなかった。尾曽が徹底指導に音を上げなかった陰には土俵外で寧ろ尾曽に甘いとされる父の姿があり、父が尾曽との会話や団欒を惜しまなかったことも関係している。
水戸農業高校3年の時には全国高等学校相撲選手権大会で優勝して高校横綱を獲得。専修大学進学後は故障に泣いた時期もあったが3年生時に全日本相撲選手権大会で優勝してアマチュア横綱を獲得した。父は尾曽が小学4年生の時点で従業員50人ほどの規模を誇る建設会社を経営していた実業家でも知られ、相撲の英才教育に費やした時間と情熱について「息子に注ぎ込んでいたエネルギーを会社に向けていたら、今頃は二部上場していたかもしれない」と語ったことがある。その一方で父は一貫してメディアに出ることを嫌い、その理由を「今あるのは全て息子の努力に立脚したもので、私は環境を作っただけ」と話している。アマチュア時代は「東の尾曽（武双山）、西の山本（土佐ノ海）」と称され、高校時代、大学時代（武双山は専修大学、土佐ノ海は同志社大学）を通じて良きライバルであった。父親と約束していた「角界入りは学生横綱かアマチュア横綱になってから」の条件を達成したので、1993年1月には大学を3年で中退して角界入りした（専修大学からのアマチュア横綱は初、角界入りは大凰に次ぐ。ただし、専修大学卒業者の初関取は片山）。

### 大相撲入門後
アマチュア横綱の実績により、1993年1月場所、幕下付出で初土俵。2場所連続7戦全勝で十両に昇進、武双山と名を改めた。最初は武双海と名乗ったが、海という名は自分には似合わないとして武双山と変えたという。武双海の四股名で書いた色紙がごく少数ながら存在するらしく、貴重品であると大相撲中継の解説で話題となったこともある。
貴闘力の証言によると、下半身が異常に太く逞しかったため、腰を下ろした状態からでも当たっていけたという。一方、異常に強い下半身に反して肩関節のハマりが浅く、このように脱臼癖があったことで横綱にはなれなかったのだろうとのこと。
その十両も2場所で通過、1993年9月場所には入幕を果たす。このときまだ相撲教習所の生徒であり、相撲教習所の卒業式に出た最初の幕内力士となっている。1994年1月場所は前頭3枚目に昇進し初の上位挑戦だったが、いきなり横綱曙を下して金星を獲得、そして三賞（殊勲賞）受賞。翌3月場所には小結を通り越して関脇に昇進、初土俵から8場所での関脇は当時の最速記録だった。あまりの昇進の早さに四股名が定着せず、ある日幕内の取組で武双山自身物言いがついた時の協議説明の際に、当時の九重審判部長（元横綱北の富士）に「尾曽」の四股名で間違えて呼ばれたこともあった。
廻しの色には、自分のお気に入りの「銀鼠（ぎんねず）」を用いた（NHKの大相撲中継ではいぶし銀またはガンメタリックと言われることもあった）。「平成の怪物」と呼ばれ、当時時代を築きつつあった曙や貴乃花の好敵手として期待された。若乃花には最初2連敗したもののその後8連勝した（最終的な対戦成績は11勝14敗）。1994年9月場所では初日から11連勝して最後まで大関貴ノ花（当時、のち貴乃花）と優勝を争い、一歩及ばなかったが13勝2敗の優勝次点。翌11月場所は早くも大関取りの期待が膨らんだが、場所前左肩の亜脱臼のケガによる稽古不足が影響して、7勝8敗と初の負け越しとなった。小結に下がった1995年1月では初日に新横綱貴乃花を下し、連勝記録を30で止める殊勲の星を挙げたが、6日目の貴闘力戦で左肩を脱臼してしまい途中休場に追い込まれた。その後も左肩脱臼の再発や、足の親指の負傷など怪我が重なった事も有り、6年間大関候補と言われながらも伸び悩んでいた。それでも、1995年5月場所では1横綱2大関に勝ち11勝で殊勲賞と敢闘賞、7月場所では1横綱1大関に勝ち10勝で技能賞。さらに1996年3月場所には関脇の地位で2大関に勝ち12勝3敗の好成績を残すなど、見せ場も存在した。
初めての大関取りだった1996年5月場所は、13日目に5敗を喫して優勝争いからも脱落。当場所千秋楽には、優勝の可能性が残っていた大関の貴ノ浪に勝利し10勝目を挙げた。これで全て三役の地位で3場所合計32勝（10-12-10勝）を挙げたものの、大関昇進への目安とされる合計33勝には届かず、次の名古屋場所に持ち越しとなった。だが翌7月場所は初日から4連勝だったが、その後中日迄に4連敗を喫して4勝4敗と大関昇進は完全消滅、結果7勝8敗と負け越して大関取りは振り出しに終わった。
しかしついに変わりだしたのが1999年で、1月場所で横綱の貴乃花と若乃花に勝ち10勝で殊勲賞、3月場所でまたも脱臼により途中休場してしまうも、その間に横綱に昇進した兄弟子武蔵丸や名古屋場所で大活躍し大関に昇進した弟弟子の出島、さらに弟弟子の雅山の一気の台頭などに刺激され7月場所では11勝、9月場所ではまたも横綱の貴乃花と若乃花に勝ち、1999年11月場所も10勝。

### 幕内初優勝・大関昇進・関脇陥落・大関特例復帰
2000年1月場所では、千秋楽に魁皇（当時関脇）を下して13勝2敗、関脇の地位で念願の幕内初優勝を達成した。久々の大関取り再挑戦となった、翌3月場所でも3日目の土佐ノ海戦で大相撲入り後自身初初の巻き落としが「自然と出た」というほど体の動きが良く、4日目は229kgの曙を放り投げるように突き落とした。曙も「すっげえよ」と、完敗と成長を認めていた。初優勝した際も勝てず、9連敗中の難敵からの3年ぶり白星だった。場所成績は12勝3敗の好成績を残し、三役で3場所通算35勝（10-13-12勝）を挙げ、ようやく遅咲きの大関昇進を果たした。大関昇進伝達式では口上に「正々堂々」の文言を用いた。
ところが、その新大関だった5月場所は腰椎椎間板障害で初日から全休。いきなり大関角番で臨んだ7月場所でも腰痛が完治しないまま強行出場したが、結局11日目の土佐ノ海戦で3勝8敗と、大関の地位で2場所連続の負け越しが決定、大関在位が僅か2場所で関脇に陥落の屈辱を味わった（同7月場所は4勝11敗と、武双山自身千秋楽迄皆勤した場所ではワースト敗戦の記録となる）。皆勤負け越しにより角番脱出失敗は「2場所連続負け越しか休場で大関から陥落」とする現行制度では史上初。現在の制度で考えうる最短在位である。それでも関脇に陥落した直後の9月場所で、千秋楽に勝利して10勝5敗、大関特例復帰規定（取り組み日数（現在は15日間）の三分の二（同・10勝）以上の勝ち星を挙げること。ただし、何らかの災害等のため増減が有った場合でも、その三分の二以上で計算する）に達して1場所で大関に返り咲いた。奇しくも師匠の武蔵川（元横綱・三重ノ海）も、大関から関脇陥落した1976年7月場所において、1場所で大関特例復帰を経験している。
大関特例復帰後の2001年3月場所には大関魁皇らと優勝を争い、千秋楽に魁皇に敗れたものの12勝3敗の優勝次点という好成績を残した。翌5月場所では、14日目に貴乃花を巻き落としで下す（詳細は後述）相撲も見せ、自身5年ぶりに5月場所で勝ち越した。この取組で貴乃花は右膝半月板を負傷し、千秋楽に強行出場して優勝したものの、翌7月場所からの7場所連続休場を余儀なくされた。しかし、5月場所以降の武双山は最高の成績でも10勝5敗に終わり、優勝争いに参加することは殆ど無い状態だった。力士晩年には途中休場や皆勤負け越しも記録して大関を保つのがやっとで、大関角番と角番脱出の繰り返し、という土俵が続いた。素質からは横綱を期待する声もあったが、左肩脱臼を繰り返すケガなども有って果たせなかった(他に腰痛や足の親指の怪我が致命的だった)。
なお2003年11月場所まで大相撲には「公傷制度」（本場所中に土俵上の大怪我で翌場所全休しても、その翌々場所は翌場所と同じ地位に留まれる制度）が存在していた。しかし2003年3月場所6日目、武双山は左肩脱臼のケガで全治2か月の診断書が出て途中休場したものの、当時の公傷適用は却下されてしまう。師匠の武蔵川親方が抗議したものの、審判委員らはその理由として「脱臼は古傷の繰り返しによるもので、来場所までに回復して相撲が取れるはず」というものだった。左肩の具合が完全に回復しないまま強行出場となった、翌5月場所は通算2回目の大関角番となったが、千秋楽に8勝7敗と勝ち越し角番を脱した。その後も武双山は2003年9月場所5日目、左ひじの骨折を起こし再び全治2か月の診断書が出て途中休場したが、これも公傷認定はされなかった。翌11月場所も9勝6敗と勝ち越して通算3回目の大関角番を脱出。この事から当時の北の湖理事長は公傷廃止を提案し、結果2003年11月場所限りで「公傷制度」は廃止となった。

### 現役引退
2004年10月2日の横綱武蔵丸引退相撲での土俵入りでは、武双山が太刀持ちを務めた（露払いは雅山）。それから約1か月後の同年11月16日（11月場所3日目…この場所は初日から3連敗）を最後に、大関の地位で現役を引退。年寄・藤島を襲名し、二所ノ関一門に渡っていた藤島の名跡を出羽海一門に引き戻した。2006年5月場所からは病に倒れた同じ一門の二十山親方（元大関・北天佑。同年6月23日死去）に替わって審判委員を務めた（その後一旦退くが、2010年9月に再任）。2010年9月30日に年寄名跡交換はせずに師匠の武蔵川親方から部屋を継承する形で藤島部屋を創設した。2015年1月29日の理事会を受けて、停年を控えた朝日山親方（元大関・大受）の後任として役員待遇の審判部副部長に抜擢された。2016年1月、役員候補選挙に初出馬し、副理事に当選する。同年3月の職務分掌では審判部副部長に留任すると共に、新たに事業部副部長にも就任し、協会執行部入りした。9月場所、腰の治療のため、場所中審判から外れた。
2020年1月30日の自身2度目となる役員候補選に副理事候補として出馬した。定員を超過しなかったため2008年以来6期12年ぶりに無投票となり、理事候補10人、藤島を含めた副理事候補3人が全員当選。同年3月6日の理事会で正式に副理事として選任された。
2021年3月場所に武将山が自身初の子飼い関取となっている。
2022年3月11日、協会は1月27日の役員候補選挙で副理事候補に当選した4期連続の藤島を選任した。3月30日の職務分掌により、事業部副部長と審判部副部長(編成担当のため土俵下の職務はなし)の役職が与えられた。

## エピソード
- 同じ1972年生まれの元大関・魁皇（現・浅香山親方。但し学年は武双山の方が魁皇より1年上）とは最大の好敵手であったが、大の親友同士でもあった。その魁皇とは武双山が現役引退した2004年11月場所まで、幕内在位場所数（68場所）が一緒だった。なお武双山は1993年9月場所新入幕、魁皇は1993年5月場所新入幕で、入幕の時期は異なるものの、魁皇は1993年7月場所と9月場所は十両に陥落しており、結果的に二人の幕内在位数は一緒になった。また大関昇進の時期も、武双山は2000年5月場所（同年9月場所に関脇陥落したが、翌11月場所で大関復帰）、魁皇は2000年9月場所とわずか2場所違いだった。さらに魁皇と幕内では48回も対戦し、武双山の17勝31敗（その内2敗は不戦敗）。2004年11月場所3日目に武双山から引退を聞かされた時の魁皇は、ショックの余り「言葉を失った」らしい。
- その後も魁皇は7年以上大関として長く務めたが、2011年7月場所限りで現役引退。その直後、魁皇から直接電話で「武双山がいたから俺も頑張れたよ」と告げられたという。魁皇自身思い出の一番に、2000年1月場所千秋楽で武双山に為す術なく敗れて負け越し、幕内初優勝を献上した取組を挙げ「その時の悔しさがあったから、大関に上がれた」とコメントした。一方の武双山（現・藤島親方）は「相手を気遣う気持ちが魁皇らしい。一緒に刺激し合った特別な存在だから、寂しくなるし残念だ」と、かつてライバルの引退を惜しんでいた。
- 現役時代から大のプロレスファン（プロレスマニア）としても有名。ノア所属の元プロレスラーだった力皇猛（元前頭4枚目・力櫻。現・ラーメン店経営者）とも仲が良く、力皇のプロレスデビュー戦では、親友の魁皇と共に応援に駆けつけている。
- ナンシー関とも親交があった。
- 2001年5月場所6日目の琴光喜戦で水入りとなったが、それでも決着がつかなかったため一番後に取り直しとなった。これは1978年3月場所7日目の旭國 - 魁傑戦以来23年ぶりの珍事だった。取り直しの一番では寄り切りで琴光喜に敗れた。
- 兄弟子だった元横綱・武蔵丸が2003年11月場所限りで引退を伝えた後、武双山は同部屋の雅山・武雄山と共に泣き崩れたという。
- タモリ倶楽部の大ファンで、空耳アワーやボキャブラ天国に投稿し採用された。弟弟子にも書かせていたらしい。なお、敷島（元前頭）も空耳アワーに採用されたことがある。
- 現役時代は、所ジョージとも親交があり、所が司会を務める番組によく出演していた。特に、場所中でない限りは1億人の大質問!?笑ってコラえて!によくゲスト出演していた。
- 2003年に行われた、第27回日本大相撲トーナメントで優勝した。そのときゲスト解説をしていたみのもんたより化粧廻しが贈呈された。これは、みのが放送中に、「武双山が優勝したら化粧廻しを送る」と公約したものが実行された形である[18]。
- 相撲ファンでもある小説家の高橋治が2000年代初頭の時期に力士達の体重過多を指摘し、主立ってあんこ型揃いの武蔵川勢の1横綱3大関（雅山・武蔵丸・出島・そして自身）に駄目出ししてきた中、とりわけユルフンとして厳しい批判を浴びた[19]。
- 最近では頭を丸めスキンヘッドがトレードマークになっている。2012年1月場所中には『どすこいFM』の解説を担当していた浦風（元幕内・敷島）が、何時の間にかスキンヘッドになっていた武双山を見て「確かいつも髪切ってるとこでいつもやってもらっている人がいなくて失敗されて 丸めちゃったんですよね」と証言した。
- 現役時代には一切変化しない力士として知られており、本人も変化に対しては「相撲道はただの勝ち負けを争うものではない」として厳格な立場を取る。2014年9月場所に新入幕を迎えた逸ノ城が立合い変化を行ったことに関しては「小兵ならまだしも、あれだけの素晴らしい素材だ。あんな相撲を取っていたらたとえ3場所35勝でも私は大関昇進に反対したい」と批判的な意見を示した[20]。
- 現役時代の好物はラーメン。一時期、趣味として「ラーメンの食べ歩き」と答えていた時期があった。2003年放送のバラエティ番組「トリビアの泉」の「トリビアの種」のコーナーで「東京都にあるラーメン店で一番多くサインが飾られている有名人」を調査する企画が放送され、計757枚の統計をとった結果、テリー伊藤、毒蝮三太夫に次ぐ3位(6枚)にランクインした[21]。
- 武双山と同郷の茨城県（牛久市）出身だった稀勢の里は、2017年1月場所に30歳の遅咲きで念願の幕内初優勝、更に同場所後に第72代横綱に昇進を果たす。だが、次の3月場所で2度目の幕内優勝を達成するも、13日目の横綱日馬富士戦で、左肩周辺の筋肉を部分断裂する大怪我に見舞われた。結局はその負傷が完治せず、更に相次ぐ負傷に泣かされて、横綱として8場所連続休場など成績不振が続き、2019年1月場所4日目に稀勢の里自ら、横綱在位12場所の短命で現役引退を表明。それに関して藤島親方は「まず稀勢の里にはお疲れさまと言いたい。同じ茨城県出身の“くにもん”として、下の頃から時々声をかけていた。『萩原（稀勢の里の本名）は物が違う』と早々に有望視され、期待に応えてスピード出世した。若くして関取になり、時間は掛かったが横綱まで上りつめた。これ迄72人の横綱では、彼程日本中の期待を一身に集めて上がった力士はいない。外国勢が幅をきかせる中で『日本人でも頑張れば横綱に成れる』と皆に希望を与えた。彼がいなかったら相撲界の勢力図は大きく変わっていただろう」「昇進後の結果だけ見れば横綱として決して胸は張れない。然し結果に出ない中身については見る人が見れば分かる。私は立派な横綱だと思っている」と労いつつ、「今後部屋付き親方として後進を指導する事になると思うが、現役時代の生きようは後輩達も、しっかりと目に焼き付けている。一言一言に説得力や重みを感じさせ、良き指導者になる筈」と、引退後の稀勢の里（現年寄・二所ノ関）に対しても期待を寄せている[22]。
- 大島部屋の元小結・旭鷲山とは2001年名古屋場所まで6勝7敗だったが、その後9勝1敗と克服したし、15勝8敗と勝ち越している。対照的に旭天鵬には11勝12敗と負け越している。大関昇進前は2勝1敗だったが、大関時代は9勝11敗。旭天鵬は千代大海に7勝27敗と大きく負け越しているが、武双山は千代大海に14勝10敗と勝ち越している。
- 栃東には7勝18敗と大きく負け越している。栃東は隆乃若に3勝4敗、貴ノ浪に14勝16敗、魁皇は貴ノ浪に24勝27敗と負け越しているが、武双山は隆乃若に12勝1敗、貴ノ浪に25勝24敗と勝ち越している。
- 同学年の土佐ノ海には17勝18敗と負け越しており、武双山の大関時代は8勝9敗。土佐ノ海が8勝19敗、旭天鵬が14勝22敗と負け越している若の里に武双山は17勝8敗（勝率.680）と大きく勝ち越している。若の里には大関昇進前は1勝2敗だったが、大関時代は16勝6敗である。武双山の若の里戦の勝率は武双山と同じく若の里に勝ち越している横綱・大関陣でも武双山と同部屋の武蔵丸の10勝5敗（勝率.667）、朝青龍の19勝10敗（勝率.655、最後の対戦となる2008年7月場所の不戦敗1除けば19勝9敗で勝率.679）、白鵬の11勝6敗（勝率.647）、魁皇の21勝13敗（勝率.618）、鶴竜の6勝4敗（勝率.600）、栃東の14勝10敗（勝率.583）、琴光喜の18勝15敗（勝率.545で琴奨菊の若の里戦と同率）、琴奨菊の6勝5敗（勝率.545で琴光喜の若の里戦と同率）を上回っている。武双山が引退した翌年の2005年7月場所で朝青龍に17勝8敗と並ばれたが、朝青龍は2006年5月場所で若の里に敗れはしたものの2007年7月場所と2008年1月場所に2連勝、最後の対戦となる2008年7月場所の不戦敗1を除いても武双山の若の里の勝率は朝青龍の若の里戦の勝率を上回っている。
- 1995年に師匠である武蔵川より同年退職した11代大鳴戸(元関脇・高鉄山)から取得していた年寄・大鳴戸を譲渡された。しかし、大鳴戸の名跡は1999年7月場所後に大関に昇進したばかりの出島に譲渡し、自身は引退直前の2004年11月に貴乃花から年寄・藤島を取得し、18代藤島を襲名している。
- 貴闘力は2023年11月のYouTube上の動画で、武双山のことを八百長無縁でまっすぐな人柄と評しており、こういう人に理事長になってほしいと期待を寄せている[2]。

## 2001年5月場所14日目貴乃花戦
武双山はこの場所初日から13連勝の貴乃花と対戦した。貴乃花は左差し右上手を引きつけて投げを交えて振るが、一枚廻しなので思うように武双山は崩れず、最終的に武双山は貴乃花を巻き落としで下す。だが貴乃花は武双山の巻き落としに落ちた際に右膝亜脱臼の重傷を負ってしまった。
取組後の夜に貴乃花は師匠の二子山（元大関・貴ノ花）から休場勧告を受ける。しかし強行出場した貴乃花は千秋楽結びの一番で武蔵丸と対戦し、まず本割では仕切り中に足を引きずる動作からとても相撲が取れる状態でないと衆目から判断され、その心配通りに武蔵丸の軽い突き落としで立合い直後に敗れる。だが13勝同士で武蔵丸と戦った決定戦では大方の予想を覆し、豪快な上手投げで勝利。この優勝劇は当時の内閣総理大臣である小泉純一郎が「痛みに耐えてよく頑張った!感動した!おめでとう!」と興奮を露わにして称賛しつつ内閣総理大臣杯を手渡す一幕に大きく印象付けられた。
他方で武双山は一部の相撲ファンから「貴乃花が怪我をしたことに武双山のユルフンが関係している」と批判されるようになり、場所直後の読売新聞の記事には「ケガの一因が、武双山の緩く締めたまわしにあった」と明記されていた。武双山に限らずユルフンの力士は当時の土俵上で珍しくなく、ユルフンが戦略として蔓延していることも同じ記事の上で問題になっていた（ただし脚注にあるとおり、武双山の場合は腰痛が原因できつく締められなかった）。当時理事長であった時津風も「正々堂々を是とする相撲道に反する行為」としてたびたび苦言を呈してきた。武蔵丸も自身と同部屋の大関・武双山との取組が原因で貴乃花が重傷を負ったことを負い目に思ったのか件の場所の決定戦で通常考えられない敗北を喫してしまい、これが武蔵丸の評価を下げてしまった。
小泉の絶叫が社会現象にもなって、武双山はすっかりヒールになってしまった。気心の知れた店へ食事にいっても、この話題を避ける雰囲気が武双山に伝わって来た。人気の貴乃花に大怪我を負わせたことで部屋には非難、中傷のはがきが舞い込んだ。読む気にもならない、感情的な文面もあったため、付け人が気を使い、武双山の目に触れさせないように処分したことがある。

## 主な成績
- 通算成績：554勝377敗122休 勝率.595
- 幕内成績：520勝367敗122休 勝率.586
- 大関成績：186勝148敗60休 勝率.557
- 現役在位：72場所
- 幕内在位：68場所
- 大関在位：27場所
- 三役在位：31場所（関脇20場所、小結11場所）
- 通算連続勝ち越し記録：11場所（1993年1月場所～1994年9月場所）
- 幕内連続勝ち越し記録：11場所（2000年9月場所～2002年5月場所）
- 連勝記録：14（1993年1月場所初日～1993年3月場所13日目・幕下時代）
- 三賞：13回
  - 殊勲賞：5回（1994年1月場所、1994年9月場所、1995年5月場所、1999年11月場所、2000年1月場所）
  - 敢闘賞：4回（1994年9月場所、1995年5月場所、1997年11月場所、1998年1月場所）
  - 技能賞：4回（1995年7月場所、1996年3月場所、2000年1月場所、2000年3月場所）
- 金星：2個（曙1個、貴乃花1個）
- 各段優勝
  - 幕内最高優勝：1回（2000年1月場所）
  - 幕下優勝：2回（1993年1月場所、1993年3月場所）

### 場所別成績
| | 一月場所 初場所（東京） | 三月場所 春場所（大阪） | 五月場所 夏場所（東京） | 七月場所 名古屋場所（愛知） | 九月場所 秋場所（東京） | 十一月場所 九州場所（福岡） |
| --- | ----------------------- | ----------------------- | ----------------------- | --------------------------- | ----------------------- | --------------------------- |
| 1993年 （平成5年） | 幕下付出60枚目 優勝 7–0 | 東幕下8枚目 優勝 7–0    | 西十両9枚目 9–6         | 西十両5枚目 11–4            | 西前頭15枚目 9–6        | 西前頭11枚目 9–6            |
| 1994年 （平成6年） | 西前頭3枚目 10–5 殊★    | 西関脇 9–6              | 西関脇 9–6              | 西関脇 8–7                  | 東関脇 13–2 敢殊        | 東関脇 7–8                  |
| 1995年 （平成7年） | 西小結 4–3–8            | 西前頭4枚目 休場 0–0–15 | 西前頭4枚目 11–4 敢殊★  | 西関脇 10–5 技              | 東関脇 8–7              | 西関脇 7–8                  |
| 1996年 （平成8年） | 西小結 10–5             | 東関脇2 12–3 技         | 東関脇 10–5             | 西関脇 7–8                  | 東小結 7–8              | 西小結 8–7                  |
| 1997年 （平成9年） | 東小結 8–7              | 東関脇 7–8              | 東小結 6–9              | 東前頭筆頭 9–6              | 東小結 0–3–12           | 東前頭6枚目 11–4 敢         |
| 1998年 （平成10年） | 東関脇 10–5 敢          | 西関脇 9–6              | 西関脇 5–10             | 東前頭2枚目 9–6             | 東小結 8–7              | 東小結 9–6                  |
| 1999年 （平成11年） | 西関脇2 10–5 殊         | 東関脇 1–2–12           | 東前頭6枚目 休場 0–0–15 | 東前頭6枚目 11–4            | 西小結 8–7              | 東小結 10–5                 |
| 2000年 （平成12年） | 東関脇2 13–2 殊技       | 東関脇 12–3 技          | 西大関1 休場 0–0–15     | 西大関2 4–11                | 西関脇 10–5             | 西大関3 9–6                 |
| 2001年 （平成13年） | 西大関3 9–6             | 西大関1 12–3            | 西大関1 9–6             | 西大関1 10–5                | 東大関2 10–5            | 東大関1 9–6                 |
| 2002年 （平成14年） | 西大関1 10–5            | 東大関2 10–5            | 東大関2 9–5–1           | 西大関2 休場 0–0–15         | 西大関2 8–7             | 西大関2 10–5                |
| 2003年 （平成15年） | 西大関1 8–7             | 東大関1 1–6–8           | 東大関2 8–7             | 東大関2 10–5                | 東大関2 1–5–9           | 西大関2 9–6                 |
| 2004年 （平成16年） | 西大関2 5–4–6           | 西大関2 9–6             | 東大関2 6–9             | 東大関2 8–7                 | 東大関2 2–7–6           | 東大関2 引退 0–4–0          |
| 各欄の数字は、「勝ち-負け-休場」を示す。 優勝 引退 休場 十両 幕下 三賞：敢=敢闘賞、殊=殊勲賞、技=技能賞 その他：★=金星 番付階級：幕内 - 十両 - 幕下 - 三段目 - 序二段 - 序ノ口 幕内序列：横綱 - 大関 - 関脇 - 小結 - 前頭（「#数字」は各位内の序列） |                         |                         |                         |                             |                         |                             |

## 合い口
- 元横綱・曙には6勝22敗(不戦敗1を含む)。最後の勝利は2000年3月場所で、決まり手は突き落とし。
- 元横綱・貴乃花には11勝26敗(不戦勝1を含む)。貴乃花の大関在位中は1勝5敗、横綱昇進後は10勝21敗(不戦勝1を含む)。最後の勝利は2001年5月場所で、決まり手は巻き落とし。
- 元横綱・若乃花には11勝14敗。若乃花の大関在位中は9勝11敗、横綱昇進後は2勝3敗。最後の勝利は1999年9月場所で、決まり手は押し出し。
- 元横綱・朝青龍には3勝12敗。大関同士の対戦は3敗、朝青龍の横綱昇進後は5敗。
- 元横綱・白鵬には2戦全敗。いずれも白鵬が大関・横綱に昇進する前の対戦である。
- 元大関・小錦には小錦が大関陥落後に対戦して3勝1敗。
- 元大関・霧島には霧島が大関陥落後に対戦して1勝1敗。
- 元大関・貴ノ浪には25勝24敗。貴ノ浪の大関在位中は13勝17敗、大関同士の対戦はなし。
- 元大関・千代大海には14勝10敗(不戦敗1を含む)。大関同士の対戦は5勝8敗(不戦敗1を含む)。最後の勝利は2003年11月場所で、決まり手は押し出し。
- 元大関・魁皇には17勝31敗(不戦敗2を含む)。大関同士の対戦は3勝13敗(不戦敗2を含む)。最後の勝利は2003年5月場所で、決まり手は突き落とし。
- 元大関・栃東には7勝18敗。大関同士の対戦は3勝3敗。
- 元大関・琴光喜には7勝10敗。いずれも琴光喜が大関に昇進前の対戦である。

## 幕内対戦成績
| 力士名   | 勝数 | 負数  | 力士名   | 勝数  | 負数  | 力士名   | 勝数 | 負数  | 力士名   | 勝数  | 負数  |
| -------- | ---- | ----- | -------- | ----- | ----- | -------- | ---- | ----- | -------- | ----- | ----- |
| 蒼樹山   | 8    | 2     | 安芸乃島 | 20    | 11(1) | 曙       | 6    | 22(1) | 朝青龍   | 3     | 12    |
| 朝赤龍   | 1    | 1     | 朝乃翔   | 4     | 2     | 朝乃若   | 4    | 0     | 旭豊     | 3     | 7     |
| 安美錦   | 3    | 3     | 岩木山   | 4     | 2     | 小城錦   | 9    | 3     | 小城ノ花 | 0     | 1     |
| 魁皇     | 17   | 31(2) | 海鵬     | 6     | 3(1)  | 春日富士 | 2    | 0     | 巌雄     | 5     | 0     |
| 北勝鬨   | 3    | 2     | 旭鷲山   | 15    | 8     | 旭天鵬   | 11   | 12    | 旭道山   | 6     | 0     |
| 霧島     | 1    | 1     | 久島海   | 1     | 0     | 剣晃     | 9    | 4     | 五城楼   | 2     | 0     |
| 黒海     | 0    | 4     | 琴稲妻   | 6     | 2     | 琴錦     | 22   | 7     | 琴ノ若   | 26(1) | 12(1) |
| 琴富士   | 0    | 1     | 琴別府   | 3     | 1     | 琴光喜   | 7    | 10    | 琴龍     | 8     | 5     |
| 小錦     | 3    | 1     | 敷島     | 1     | 2     | 霜鳳     | 3    | 3     | 大至     | 2     | 0     |
| 大翔鳳   | 2    | 2     | 大翔山   | 1     | 1     | 大善     | 3    | 3     | 貴闘力   | 21    | 9     |
| 貴ノ浪   | 25   | 24    | 貴乃花   | 11(1) | 26    | 隆乃若   | 12   | 1     | 高見盛   | 5     | 3     |
| 隆三杉   | 4    | 0     | 玉海力   | 1     | 0     | 玉春日   | 12   | 7     | 玉乃島   | 10    | 5(1)  |
| 千代大海 | 14   | 10(1) | 千代天山 | 5     | 0     | 寺尾     | 11   | 2     | 闘牙     | 10    | 7(1)  |
| 時津海   | 5    | 2     | 時津洋   | 1     | 0     | 土佐ノ海 | 17   | 18    | 栃東     | 7     | 18    |
| 栃栄     | 2    | 0     | 栃乃洋   | 20    | 10(1) | 栃乃花   | 2    | 1     | 栃乃和歌 | 10    | 2     |
| 智乃花   | 2    | 3     | 浪之花   | 4     | 0     | 白鵬     | 0    | 2     | 濱ノ嶋   | 4     | 3     |
| 追風海   | 4    | 2     | 肥後ノ海 | 8     | 2     | 北勝力   | 5    | 2     | 舞の海   | 1     | 2     |
| 三杉里   | 10   | 0     | 水戸泉   | 5     | 1     | 湊富士   | 10   | 1     | 若翔洋   | 3     | 1     |
| 若の里   | 17   | 8     | 若乃花   | 11    | 14    |          |      |       |          |       |       |

（カッコ内は勝敗数の中に占める不戦勝・不戦敗の数。

## 改名歴
- 尾曽 武人（おそ たけひと）1993年1月場所 - 1993年3月場所
- 武双山 正士（むそうやま まさし）1993年5月場所 - 2004年11月場所

※　「尾曽」と「武双山」の間に「武双海」の四股名を名乗っていた期間あり

## 年寄名跡
- 藤島 武人（ふじしま たけひと）2004年11月 -